# Guan andí
El guan andí (Penelope montagnii) és una espècie d'ocell de la família dels cràcids (Cracidae) que habita la selva humida i vegetació secundària de les muntanyes des de Colòmbia i oest de Veneçuela, cap al sud, al llarg dels Andes de l'Equador i est del Perú fins a Bolívia i el nord-oest de l'Argentina.